# Alignon
Pour les articles homonymes, voir Valat.
L'Alignon ou le Valat des Chanals est une  rivière du sud de la France qui coule dans le département de la Lozère, en ancienne région Languedoc-Roussillon donc en nouvelle région Occitanie. C'est un affluent gauche du Tarn, donc un sous-affluent de la Garonne.

## Géographie
L'Alignon qui aussi pour nom en partie haute, le Valat des Chanals, prend sa source au nord-est de la montagne du Bougès sur le territoire de la commune de Saint-Maurice-de-Ventalon, dans le département de la Lozère, au sein du parc national des Cévennes. 
Il se dirige globalement du sud-est vers le nord-ouest. Après un parcours de 8,3 kilomètres.

### Communes et cantons traversés
- Département de la Lozère, d'amont en aval : Saint-Maurice-de-Ventalon et Pont-de-Montvert.

## Affluents
- le Valat du Jour (rd),
- le Valat de Quaraze, (rd) avec un affluent :
  - le Valat de Cougneiral avec :
    - le valet du Montagnou, (rg)
    - le valet des Cloutasses (rg) avec un affluent :
      - la Valat de la Latte (rd),
- le Valat de la Sapine (rd),
- la Valat de la Faysse (rd), avec un affluent :
  - le valet du Rossignol (rg),
- le ruisseau des Lattes (rd) avec un affluent :
  - le ravin du moulin (rg),
- Le Goudech ou Goudesche, (rg[note 1])
- le Valat de Paul (rd),
- le ravin du Cougnet (rg),

Donc l'Alignon est de rang de Strahler cinq.